# 太田誠
太田 誠（おおた まこと、1936年5月20日 - ）は、日本の大学野球指導者、体育学者、元社会人野球選手（内野手）。駒澤大学硬式野球部終身名誉監督。駒澤大学教授、同硬式野球部OB会会長を歴任。

## 来歴
南部中学校で野球を始め、浜松西高等学校に進む。1954年夏の甲子園県予選では、三塁手、三番打者として、エース桶田和男（毎日）を擁し準々決勝に進出するが、興津立雄、松浦三千男のいた静岡商に敗退。
高校卒業後の1955年、駒澤大学へ進学し硬式野球部に入部。2年生から三塁手のレギュラーとなる。東都大学野球リーグでは日大、専大など伝統校の壁が厚く、1958年春季リーグの2位が最高で、初優勝はならなかった。1956年春季、1958年秋季リーグで2度首位打者に輝く。リーグ通算92試合出場、307打数76安打、打率.248、1本塁打、27打点。ベストナイン1回（1958年秋季、三塁手）受賞。
大学卒業後の1959年に、電電公社に入社。電電東京野球部では1962年の都市対抗に日本ビールの補強選手として出場。1回戦で電電近畿と対決、五番打者として起用される。日本ビールは小川健太郎（立正佼成会から補強）から五代友和、さらに早慶六連戦で名を馳せた角谷隆に継投。電電近畿はエース永易将之が好投して共に無得点のまま進む。大会史上最長記録の延長22回裏、永易からサヨナラ本塁打を放ち、0-1でこの熱戦を制する。この大会では準々決勝で日本通運名古屋に敗退。その後も電電東京の中心打者として、199764年の都市対抗で準々決勝に進出するなど、都市対抗に6回出場。8年間活躍し30歳で引退。
その後は電電公社で社業に就いていたが、1970年秋季リーグで駒澤大学硬式野球部が最下位に沈み、二部優勝の国士舘大との入れ替え戦に回ることになる。このため小林昭仁が監督を辞任し監督不在となったことから、急遽代理監督となる。ここで何とか一部残留を果たしたことに加え、「駒大中興の祖」藤田俊訓らからの要請もあり、1971年春から正式に監督に就任。以来35年の長きにわたり指揮を執り、その間『駒大三羽ガラス』と呼ばれた中畑清、二宮至、平田薫の三人をはじめ、数多くの人材をプロ野球に輩出した。1973年に明治神宮野球大会初優勝、1975年には全日本大学野球選手権大会優勝（1964年以来2回目）。その後も多くの野球大会で覇権を握る。
1981年、駒澤大学教授に就任。
2005年8月13日、監督勇退を表明。勇退後は生まれ故郷の静岡を選挙区とする城内実の後援会長に就任しバックアップに奔走。結果、第45回衆議院議員総選挙で片山さつきを破り、城内の国政復帰に貢献した。
2012年1月15日、駒大野球部OB会総会が開かれ、横浜DeNAベイスターズ監督に就任した中畑清の後任として、駒澤大学硬式野球部OB会長に就任。
2014年5月26日、浜松市内の自宅近くで車にひき逃げされ、右膝を骨折するなどの重傷を負った。
219年1月19日、駒澤大学硬式野球部終身名誉監督に就任。

## エピソード
- 明治大学硬式野球部監督の島岡吉郎とも深い交流があり、その事は自著でも述懐している。
- 指導した主なプロ野球選手には石毛宏典、白井一幸、広瀬哲朗、新谷博、野村謙二郎、若田部健一、高橋尚成、新井貴浩、武田久らがいる。
- 座右の銘は「姿即心、心即姿」である[要出典]。
- 愛称はオヤジ[10][11]。
- 1994年秋のドラフト会議で駒大推薦入学が決定していた城島健司を当時の福岡ダイエーホークスが1位指名したことに激怒。「今後絶対にダイエーに駒大の学生を入団させない!」と発言し、問題となる（後に和解）。
- 1997年に野村謙二郎がFA権を取得した際、メジャーリーグ球団からオファーがきていたが、電話を使って五時間にわたり説得。広島残留を決めた。
- 2005年秋季リーグを最後に駒澤大学野球部監督を勇退。35年間の監督生活に幕を降ろした。この間の東都大学リーグでの勝利は前人未到の501勝をあげた。（監督としての生涯戦績は501勝393敗19分け、リーグ優勝22回、全日本大学選手権優勝5回、明治神宮大会優勝4回、2部降格は1季のみ。監督通算501勝は全国歴代監督最多であったが、東洋大学の高橋昭雄に抜かれ、2位）

## キャリア・経歴
- 東都大学リーグで首位打者2回
- 社会人野球・電電東京（現NTT東京）で8年間プレー
- 1971年春から駒大監督（35年間の生涯戦績は501勝393敗19分け）
- 東都大学野球リーグ優勝監督（22回）
- 全日本大学野球選手権大会優勝監督（5回）
- 明治神宮野球大会優勝監督（4回）
- 日米大学野球選手権大会日本代表監督

## 著書
- 『球心いまだ掴めず - 駒大太田野球500勝の真実』日刊スポーツ出版社、2006.2
- 『球界の快男児　中畑清』(熱球文庫シリーズ) 恒文社、1984
- <論文>「野球とストレッチングについての一考察」駒澤大学保健体育部研究紀要、1982[12]

### その他
- 指導・監修DVD「Winning baseball vol.4 (内野手) 」ソーケン・ネットワーク、2000
- 指導・監修「Winning baseball vol.8 (走塁) 」ソーケン通商